# Vierslagstelsel
Het vierslagstelsel is een methode van vruchtwisseling waarbij de grond verdeeld wordt in 4 zones, waarbij rapen, klaver, wortelgewassen, grassen en graanteelt elkaar afwisselen.
De klaver zet de stikstof uit de lucht om in nitraat en draagt zo bij tot de versterking van de bodemvruchtbaarheid. Ze zorgen er ook voor dat er voeder is om de dieren op stal te laten overwinteren en dat aldus meer mest ter beschikking komt.

## Geschiedenis
Rond de Vlaamse steden werd al in de 16e eeuw het drieslagstelsel vervangen door het vierslagstelsel, waardoor het knelpunt van het drieslagstelsel, namelijk de braakliggende gronden, werd uitgeschakeld. Rapen, klaver, wortelgewassen en grassen gingen de graanteelt afwisselen en de braak vervangen. Door de teelt van voedergewassen kon het vee overwinteren op de grond, wat voor een betere bemesting zorgde. In dezelfde tijd begon de aardappelteelt, waardoor er een einde kwam aan de spanning tussen consumptie en productie. De afhankelijkheid van het buitenland werd doorbroken toen in de tweede helft van de 18e eeuw zelfs graan werd uitgevoerd.
In de 17e eeuw prees de Engelse agronoom Richard Weston deze Dutch Husbandry aan in zijn A Discourse of Husbandrie used in Brabant and Flanders. Verdere popularisering gebeurde door onder andere Charles Townshend.
In dezelfde tijd werkte het goedkoper wordende ijzer het gebruik van ijzeren ploegen in de hand, die lichter waren dan de houten. Ze waren gemakkelijk hanteerbaar en dreven het tempo van de ploegen op. Hierdoor steeg het rendement van de boer ook.

## Sociale en economische effecten
De grotere productie maakte het mogelijk dat meer mensen zich onttrokken aan de voedselproductie. Het zorgde er ook voor dat Vlaanderen tijdens de invallen van Lodewijk XIV van Frankrijk ondanks de oorlogsinspanningen de gehele bevolking van voedsel kon voorzien. Hongersnoden zoals in Frankrijk bleven uit.
De grotere productie door de Britse agrarische revolutie in de 18e eeuw was een van de voorwaarden die de Industriële revolutie mogelijk maakte.

## Referentie
- Blom, J.C.H., Lamberts, E., redactie (2006): Geschiedenis van de Nederlanden, HBuitgevers, Baarn, ISBN 90-5574-474-3.